# Pythagoreische Stimmung

Durch Schichtung von jeweils zwölf reinen Quinten unter und über dem Bezugston C (0 Cent) erreichte Tonhöhen. Die Zahlen −12 bis 12 geben an, wie oft die Quinte zu schichten ist; aus ihnen lassen sich die Frequenzverhältnisse der Intervalle berechnen. Die Strichmarken im Abstand von 100 Cent verweisen auf die zwölf Töne der gleichstufigen Stimmung.

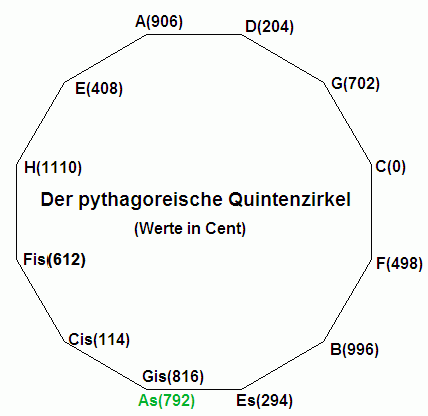
Der pythagoreische Quintenzirkel. Frequenzverhältnis der reinen Quinte: 3:2 entspricht ca. 702 Cent.

Die pythagoreische Stimmung, auch quintenreine Stimmung genannt, ist ein Stimmungssystem, das sich dadurch auszeichnet, dass die Stimmung durch reine Quinten definiert wird.
Im Früh- und Hochmittelalter verwendete man in den Kirchentonarten nur die Töne A H C D E F G, wobei die Änderung von H in B erlaubt war. Gestimmt wurden die Töne mit reinen Quinten B-F-C-G-D-A-E-H (oktaviert). Da es noch keinen einheitlichen Kammerton gab, musste man beim Musizieren mit mehreren Instrumenten oft transponieren. Dadurch veränderte sich die Lage der Halbtöne. Man schob deshalb bei Tasteninstrumenten zwischen den Ganztönen neben B noch die Töne Cis, Es, Fis und Gis ein und erweiterte dadurch die Anzahl der Töne einer Oktave auf 12 und erhielt dadurch die pythagoreische Stimmung mit 11 reinen Quinten Es-B-F-C-G-D-A-E-H-Fis-Cis-Gis und einer Wolfsquinte Gis-Es statt As-Es. Die verminderte Sexte Gis-Es ist um ein pythagoreisches Komma zu klein.
| Beispiel reine Quinte a′-e″ / pyth. Wolfsquinte gis′-es″ |
| -------------------------------------------------------- |
| reine Quinte a′-e″ / pyth. Wolfsquinte gis′-es″          |

Über die praktische Anwendung der pythagoreischen Stimmung in der Antike ist nichts bekannt. Nach der Legende von Pythagoras in der Schmiede geht deren musiktheoretische Beschreibung auf Pythagoras von Samos (um 570 bis 510 v. Chr.) zurück. In den antiken Quellen wird diese Stimmung mehrfach beschrieben. Die bekannteste und oft zitierte Beschreibung findet sich in Platos Timaios, der explizit und die „Füllung“ des Quartverhältnisses mit dem Verhältnis 9:8 und das daraus resultierende Limma-Verhältnis 256:243 erwähnt. Nach Handschin wollte Plato im Kontext einer Fabel aber nur die Grundprinzipien des ditonisch-diatonischen Tonsystems aufzeigen. Wesentlich seien Plato nicht die musikpraktischen Details, sondern die philosophische  Bedeutung im Kontext der harmonikalen Weltdeutung.
Noch im Mittelalter war diese Stimmung die allgemein gültige und verwendete Stimmung. Anfang des 16. Jahrhunderts wurden neben Oktave und Quinte auch die Großterz in Akkordverbindungen rein intoniert und bei Tasteninstrumenten die pythagoreische Stimmung mehr und mehr durch die mitteltönige Stimmung abgelöst.
In der heutigen Zeit wird die pythagoreische Stimmung wieder im Zusammenhang mit der Wiedergabe vor allem mittelalterlicher Musik, aber auch in einigen Fällen bei moderner Musik verwendet.
Da bei mitteltöniger Stimmung nicht alle Tonarten des Quintenzirkels spielbar waren und manche Modulationen unmöglich waren, verwendete man wohltemperierte Stimmungen. Unsere heutige gleichstufige Stimmung erhält man, indem man die Quinten des Quintenzirkels um 1/12 des pythagoreischen Kommas vermindert. Sie ist ein Kompromiss in der Intonation, da hier die Terzen rau erklingen.

## Beispiel
Zur Erzeugung einer diatonischen Skala auf dem Grundton C stimmt man – im Abstand reiner Quinten – folgende Töne ein:
Ordnet man diese diatonisch an, ergibt sich folgende Tonleiter:
| C |             | D   |             | E     |            | F   |             | G   |             | A     |             | H       |            | C |
| - | ----------- | --- | ----------- | ----- | ---------- | --- | ----------- | --- | ----------- | ----- | ----------- | ------- | ---------- | - |
| 1 |             | 9/8 |             | 81/64 |            | 4/3 |             | 3/2 |             | 27/16 |             | 243/128 |            | 2 |
|   | Ganzton     |     | Ganzton     |       | Limma      |     | Ganzton     |     | Ganzton     |       | Ganzton     |         | Limma      |   |
|   | 9 : 8       |     | 9 : 8       |       | 256 : 243  |     | 9 : 8       |     | 9 : 8       |       | 9 : 8       |         | 256 : 243  |   |
|   | ≈203,9 Cent |     | ≈203,9 Cent |       | ≈90,2 Cent |     | ≈203,9 Cent |     | ≈203,9 Cent |       | ≈203,9 Cent |         | ≈90,2 Cent |   |

Dadurch sind zwar die Quinten und Quarten rein, die Terzen (Frequenzverhältnis 81 : 64 = ca. 407,8 Cent) jedoch im Vergleich zur reinen Terz (Frequenzverhältnis 5 : 4 = 80 : 64 = ca. 386,5 Cent), die sich aus der Obertonreihe ergibt, um das syntonische Komma (81 : 80 = ca. 21,5 Cent) zu groß und dadurch schärfer klingend. Nicht ohne Grund wurden die Teiltöne mit der Position 5 und 7 in der Obertonreihe von Guido von Arezzo übergangen. Ein System in quintreiner Stimmung, welches den großen Ganzton im 8:9 - Verhältnis als maßgebliches Element nutzt, kommt der Stimme maximal entgegen, da ein Klangkontinuum geschaffen wird, das sich auf einen einzigen Basiston und damit auf eine einzige Obertonreihe beziehen kann. Das menschliche Ohr begrüßt möglichst einfache Verhältnisse, die im quintrein gestimmten System gegeben sind.
Intervalltabelle: Siehe Tabelle der pythagoreischen Tonleiter.